# Hans Winter (Ingenieur)
Hans Winter (* 6. Januar 1921 in Braunschweig; † 14. November 1999 in München) war ein deutscher Maschinenbauingenieur und Hochschullehrer.

## Leben und Wirken
Hans Winter studierte an der Technischen Universität Danzig Schiffsmaschinenbau, setzte das Studium nach Ende des Zweiten Weltkrieges an der TH Braunschweig fort und schloss 1949 mit einem Diplom ab. Anschließend wurde er Wissenschaftlicher Assistent bei Gustav Niemann an der TH Braunschweig und später an der TU München. 1954 wurde er in München mit der Arbeit Die tragfähigste Evolventen-Geradverzahnung zum Dr.-Ing. promoviert. Ab 1956 arbeitete er in der Industrie in der Zahnradfabrik Friedrichshafen und ab 1965 bei Demag.
1968 wurde Hans Winter als Nachfolger von Gustav Niemann als Professor auf den Lehrstuhl für Maschinenelemente an die Forschungsstelle für Zahnräder und Getriebebau (FZG) der TU München berufen. Er entwickelte die Forschungsstelle weiter zu einem Zentrum der Zahnradgetriebeforschung, arbeitete an international einheitlichen Tragfähigkeitsberechnungen für Zahnräder und Zahnradgetriebe und war an der wissenschaftlichen Bearbeitung der Normen DIN 3990 (Tragfähigkeitsberechnung von Stirnrädern) und ISO 6336 (Berechnung der Tragfähigkeit von Stirnrädern / Calculation of load capacity of spur and helical gears) beteiligt. Ab 1980 bearbeitete er das von Gustav Niemann begründete dreibändige Standardwerk Maschinenelemente.
Hans Winter wurde 1992 mit dem Ernst-Blickle-Preis der SEW-Eurodrive-Stiftung ausgezeichnet. 1998 wurde ihm „in Anerkennung seiner überragenden wissenschaftlichen Leistungen im Fachgebiet Maschinenelemente, insbesondere bei der Entwicklung von fundamentalen und international bedeutsamen Berechnungsverfahren für Zahnradgetriebe sowie deren Transfer in die industrielle Praxis“ von der Technischen Universität Dresden die Ehrendoktorwürde Dr.-Ing. E. h. verliehen.
Seit 2001 wird von der Forschungsvereinigung Antriebstechnik der mit 3000 Euro dotierte „Hans Winter Preis“ verliehen.

## Schriften
- Die tragfähigste Evolventen-Geradverzahnung. Dissertation. TH München 1954. Hrsg. Gustav Niemann. Vieweg, Braunschweig 1954.
- Darle W. Dudley: Zahnräder. Für die deutsche Praxis bearbeitet von Hans Winter. Springer, Berlin 1961.
- (Hrsg.): Fressen an Zahnrädern. Forschungsstelle für Zahnräder und Getriebebau, München 1973.
- Gustav Nieman: Maschinenelemente. 3 Bände. Unter Mitarbeit von Hans Winter und Bernd-Robert Höhn. Springer, Berlin 1981–1986. ISBN 3-540-06809-0, ISBN 3-540-11149-2, ISBN 3-540-10317-1.
  - Italienische Ausgabe: Elementi di macchine. Edizioni di Scienza e Tecnica, Mailand 1986. Neuauflage: Manuale degli organi delle macchine. Tecniche Nuove, Mailand 2006, ISBN 88-481-1649-3.
- Kegelradgetriebe. expert, Ehningen bei Böblingen 1990, ISBN 3-8169-0312-6.